# تیموتئوس میلتوسی

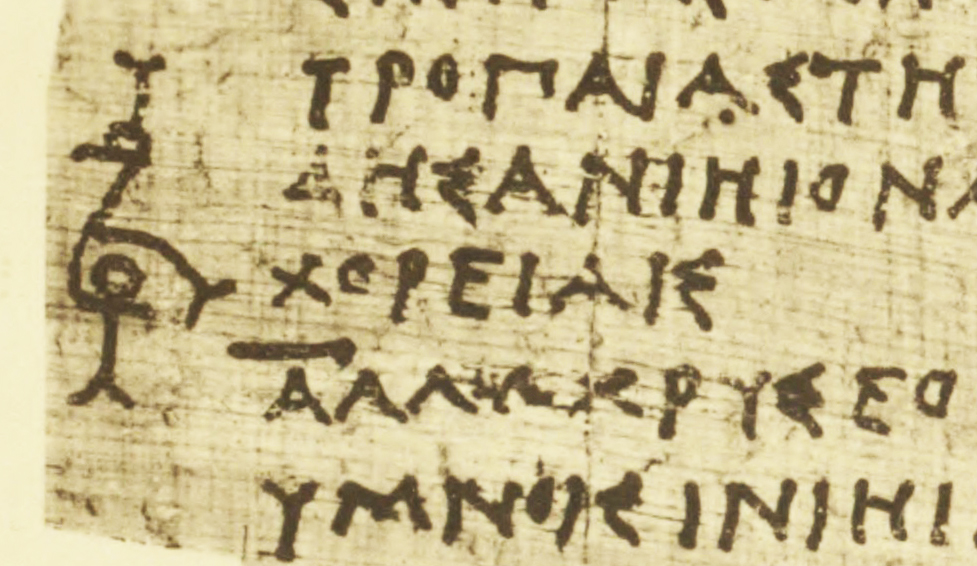
تصویری از کورونیس در حاشیهٔ شعرِ ایرانیان از تیموتئوس

تیموتِئوسِ میلِتوسی (یونانی باستان: Τιμόθεος ὁ Μιλήσιος; ۴۴۶ – ۳۵۷ پیش از میلاد) موسیقی‌دان، شاعرِ دیتیرامبِ یونانی و یکی از نمایندگان «موسیقی جدید» بود. او یک یا چند سیم به چنگ رومی افزود که نارضایتی اسپارت‌ها و آتنیان را برانگیخت. او آثاری موسیقایی با شخصیت‌های اساطیری و تاریخی ساخت.
او چند سال را در دربارِ آرکلیوسِ نخستِ مقدونی گذراند.
قطعاتی از اشعار تیموتئوس باقی مانده‌است که در Denys Page, Poetae Melici Graeci منتشر شده‌اند. قطعه پاپیروسیِ ایرانیانِ او (یکی از قدیمی‌ترین پاپیروس‌های یونانیِ موجود) که در ابوسر کشف شد، با بحث پیرامونِ نام، اندازه، تعداد رشته‌های چنگ و تاریخِ سُرایشِ ویرایش و منتشر شده‌است.
تیموتئوس در ادبیات پساکلاسیکِ غربی گاهی با «تیموتئوسِ نِی‌زن» که در دربار اسکندر مقدونی بود اشتباه گرفته می‌شود.